# ناحیه لیک، شهرستان هرون، میشیگان
ناحیه لیک (به انگلیسی: Lake Township) یک منطقهٔ مسکونی در ایالات متحده آمریکا است که در شهرستان هورون، میشیگان واقع شده‌است.
 ناحیه لیک ۵۳٫۷ کیلومتر مربع مساحت و ۹۹۶ نفر جمعیت دارد و ۱۸۲ متر بالاتر از سطح دریا واقع شده‌است.